# Wieskirche
Wieskirche vagyis Wies temploma rokokó zarándoktemplom Bajorországban, az Alpok lábainál, a Steingaden községhez tartozó Wies faluban. A templomot 1745-54 között építette a Johann Baptist és Dominikus Zimmermann testvérpár.
A zarándoktemplom a megkorbácsolt Megváltónak van szentelve; ezt a szobrot 1730-ban készítették Magnus Straub atya és Lukas Schweiger testvér a felső-bajorországi Steingaden kolostorban. A wies-i zarándoklat 1738. június 14-én kezdődött, amikor egy parasztcsalád könnyeket látott a szobor szemében. 1740-ben építettek egy kápolnát a szobornak, de ez nem volt elég nagy a zarándoktömeg fogadására.
Ekkor került sor II. Marinus apát alatt a mai rokokó stílusú templom építésére. Az oltárképet a müncheni udvari festő Balthasar August Albrecht készítette. A négy nagy nyugati teológus (Szent Jeromos, Szent Ambrus, Szent Ágoston és I. Gergely pápa) szobrát a tiroli Anton Sturm érett munkája. Az orgona 1957-ben készült. 
Dominikus Zimmermann, aki már majdnem 70 éves volt, nem tudott megválni a templomtól, amelyet legszebb munkájának tartott. Ezért a templom bejáratához közel épített magának házat, és ott élt haláláig. Hálaadásképpen a templom sikeres befejezéséért festett egy képet, amelyen magát ábrázolja, amint a megkorbácsolt Megváltó előtt térdel. 
A 19. század elején a szekularizáció során a templomot el akarták árverezni és lebontani, de a helyi parasztok összefogtak a megmentésére. 1983-ban a Wieskirche a világörökség részévé vált; ezután 1985 és 1991 között 10,6 millió német márkát költöttek a restaurálására. Napjainkban évente több, mint egy millióan keresik fel a templomot.

## Képek
| Bejárat | Oltártér |

## Fordítás
Ez a szócikk részben vagy egészben a Wieskirche című német Wikipédia-szócikk ezen változatának fordításán alapul.  Az eredeti cikk szerkesztőit annak laptörténete sorolja fel. Ez a jelzés csupán a megfogalmazás eredetét és a szerzői jogokat jelzi, nem szolgál a cikkben szereplő információk forrásmegjelöléseként.